# Диллейн, Стивен
Сти́вен Джон Дилле́йн (англ. Stephen John Dillane; род. 27 марта 1957 года, Кенсингтон, Лондон, Англия, Великобритания) — британский  актёр театра, кино и телевидения. Лауреат премий «Тони» и BAFTA, номинант на премию Лоренса Оливье и «Эмми».

## Ранняя жизнь
Стивен Диллейн родился в Кенсингтоне (Лондон) 27 марта 1957 года в семье англичанки Бриджет и австралийского хирурга Джона Диллейна. У него есть сестра и младший брат, Ричард (также актёр).
Изучал историю и политологию в университете Эксетера, в частности Русскую революцию. После окончания учёбы в течение трёх лет работал репортёром. Разочаровался в профессии и решил стать актёром, в возрасте 25 лет поступив в знаменитую Бристольскую театральную школу «Олд Вик».

## Карьера
В кино дебютировал в 1985 году, сыграв в популярном телесериале «Ремингтон Стил», после чего на несколько ближайших лет сосредоточился в основном на театральной карьере. Лишь спустя пять лет Диллейн появился на экране в значимой киноработе — роли Горацио в экранизации «Гамлета». В 1994 году Стивен отметился и в театральной постановке бессмертной шекспировской пьесы. Наибольшую известность ему принесли роль Леонарда Вульфа в кинофильме «Часы», а также роли в фильмах «Триумф», «Гол!» и «Гол 2: Жизнь как мечта».
На театральной сцене наиболее яркими работами стали роли Арчера в спектакле «Изящная хитрость» (1989) в Королевском национальном театре, Уолтера в пьесе «Ангелы в Америке» (1993), Клова в пьесе Сэмюэла Беккета «Эндшпиль» (1996), «Дядя Ваня» (1998), Генри в «Отражения, или Истинное» по одноимённой пьесе Тома Стоппарда, «Макбет» (2005), «Четыре квартета» Т. С. Элиота, «Буря» и «Как вам это понравится» (2010).
Из работ на телевидении стоит выделить роль Томаса Джефферсона в мини-сериале «Джон Адамс», Станниса Баратеона в популярном телесериале «Игра престолов», а также детектива Карла Робака в сериале «Туннель».

## Личная жизнь
Живёт в гражданском браке с актрисой Наоми Уиртнер. У пары есть двое сыновей — Фрэнк (род. 21 апреля 1991 года; тоже актёр) и Шеймус (род. в 1998 году).

## Фильмография
| Год       |     | Русское название            | Оригинальное название           | Роль                                  |
| --------- | --- | --------------------------- | ------------------------------- | ------------------------------------- |
| 1985      | с   | Ремингтон Стил              | Remington Steele                | Брэдфорд Голт                         |
| 1986—1991 | с   | Второй экран                | Screen Two                      | репортёр/Леонард Мэпем                |
| 1986      | с   | Улица коронации             | Coronation Street               | Марк Сиддалл                          |
| 1987      | с   |                             | Bulman                          | Дэнни Кич                             |
| 1987      | тф  | Таинственный сад            | The Secret Garden               | капитан Леннокс                       |
| 1987      | тф  |                             | Comeback                        | Алек                                  |
| 1988      | ф   | Бизнес как всегда           | Business as Usual               | мистер Данлоп                         |
| 1988      | мтф |                             | The One Game                    | Николас Торн                          |
| 1988      | тф  |                             | An Affair in Mind               | Грей Харстон                          |
| 1988      | мтф | Кристабель                  | Christabel                      | Питер Биленберг                       |
| 1989      | тф  | Жёлтые обои                 | The Yellow Wallpaper            | Джон                                  |
| 1990      | ф   | Гамлет                      | Hamlet                          | Горацио                               |
| 1991      | тф  | Софи                        | Sophie                          | Джон                                  |
| 1991      | с   | Бун                         | Boon                            | Пол Лайл                              |
| 1991      | с   | Тайны Рут Ренделл           | The Ruth Rendell Mysteries      | Филип Блэксток                        |
| 1992      | тф  | Дом Фрэнки                  | Frankie's House                 | Энтони Стриклэнд                      |
| 1992      | тф  | Заложники                   | Hostages                        | Крис Пирсон                           |
| 1993      | мтф | Ты, я + это                 | You, Me and It                  | Джеймс Вудли                          |
| 1993      | с   | Солдат, солдат              | Soldier Soldier                 | капитан Майк Дэвидсон                 |
| 1994      | с   | Жена ректора                | The Rector's Wife               | Джонатан Бирн                         |
| 1994      | ф   | Шанс                        | La chance                       | Антонио                               |
| 1995      | с   | Представление               | Performance                     | мистер Блэкмор                        |
| 1996      | ф   | Украденные сердца           | Two If by Sea                   | Эван Марш                             |
| 1997      | ф   | Добро пожаловать в Сараево  | Welcome to Sarajevo             | Майкл Хендерсон                       |
| 1997      | ф   | Пламя страсти               | Firelight                       | Чарльз Годвин                         |
| 1997      | ф   | Дежа вю                     | Déjà Vu                         | Шон                                   |
| 1998      | мтф | Короли в травяных замках    | Kings in Grass Castles          | Пэтси                                 |
| 1999      | ф   | Самый тёмный свет           | The Darkest Light               | Том                                   |
| 1999      | ф   | Любовь и ярость             | Love & Rage                     | доктор Кроули                         |
| 2000      | ф   | Обыкновенный преступник     | Ordinary Decent Criminal        | Ноэль Куигли                          |
| 2000      | мтф | Анна Каренина               | Anna Karenina                   | Каренин                               |
| 2001      | с   | Кейзелеты                   | The Cazalets                    | Эдвард Кейзелет                       |
| 2001      | ф   | Надзиратель                 | The Parole Officer              | инспектор Бёртон                      |
| 2001      | ф   | Шпионские игры              | Spy Game                        | Чарльз Харкер                         |
| 2002      | ф   | Правда о Чарли              | The Truth About Charlie         | Чарли                                 |
| 2002      | ф   | Часы                        | The Hours                       | Леонард Вульф                         |
| 2003      | ф   | Город проклятых             | The Gathering                   | Саймон Киркман                        |
| 2004      | ф   | Король Артур                | King Arthur                     | Мерлин                                |
| 2004      | ф   | Гавань                      | Haven                           | мистер Аллен                          |
| 2005      | ф   | Девять жизней               | Nine Lives                      | Мартин                                |
| 2005      | ф   | Гол!                        | Goal!                           | Глен Фой                              |
| 2005      | ф   | Триумф                      | The Greatest Game Ever Played   | Гарри Вардон                          |
| 2006      | ф   | Климт                       | Klimt                           | секретарь                             |
| 2007      | ф   | Гол 2: Жизнь как мечта      | Goal II: Living the Dream       | Глен Фой                              |
| 2007      | ф   | Дикая грация                | Savage Grace                    | Брукс Бейкланд                        |
| 2007      | ф   | Осколки                     | Fugitive Pieces                 | Джейкоб Бир                           |
| 2008      | мтф | Джон Адамс                  | John Adams                      | Томас Джефферсон                      |
| 2008      | ф   | Багровая мгла               | Freakdog                        | доктор Харрис                         |
| 2008      | тф  | Суд над богом               | God on Trial                    | Шмидт                                 |
| 2008      | тф  | Убийство Томаса Харндалла   | The Shooting of Thomas Hurndall | Энтони Харндалл                       |
| 2009      | ф   | Буря                        | Storm                           | Кит Хейвуд                            |
| 2009      | ф   | 44 дюйма                    | 44 Inch Chest                   | Мэл                                   |
| 2010      | с   | Мисс Марпл Агаты Кристи     | Agatha Christie's Marple        | Финч                                  |
| 2011      | ф   | Последняя любовь на Земле   | Perfect Sense                   | Стивен Монтгомери                     |
| 2012      | с   | Вечный закон                | Eternal Law                     | Карл                                  |
| 2012—2015 | с   | Игра престолов              | Game of Thrones                 | Станнис Баратеон                      |
| 2012      | ф   | 28 тысяч                    | Twenty8k                        | Эдвард Стоун                          |
| 2012      | тф  | Убийство: Совместное деяние | Murder: Joint Enterprise        | Арло Рейглин                          |
| 2012      | ф   | Пападопулос и сыновья       | Papadopoulos & Sons             | Гарри Пападопулос                     |
| 2012      | с   | Преследуемые                | Hunted                          | Руперт Кил                            |
| 2012      | мтф | Государственная тайна       | Secret State                    | Пол Дж. Кларк                         |
| 2012      | ф   | Цель номер один             | Zero Dark Thirty                | советник по национальной безопасности |
| 2013      | с   | Инспектор Клот              | A Touch of Cloth                | Макрэтти                              |
| 2013—2018 | с   | Туннель                     | The Tunnel                      | Карл Робак                            |
| 2016      | с   | Корона                      | The Crown                       | Грэхем Сазерленд                      |
| 2017      | ф   | Тёмные времена              | Darkest Hour                    | лорд Галифакс                         |
| 2017      | ф   | Красавица для чудовища      | Mary Shelley                    | Уильям Годвин                         |
| 2018      | ф   | Король вне закона           | Outlaw King                     | Эдуард I                              |
| 2019      | ф   | Игры разумов                | The Professor and the Madman    | доктор Ричард Брэйн                   |
| 2020      | с   | Алекс Райдер                | Alex Rider                      | Алан Блант                            |
| 2020      | ф   | Человек в шляпе             | The Man in the Hat              | Мокрый человек                        |

## Награды и номинации
| Год  | Награда                                     | Категория                                                   | Работа                      | Результат |
| ---- | ------------------------------------------- | ----------------------------------------------------------- | --------------------------- | --------- |
| 1998 | AFI Award                                   | Лучшая мужская роль в телевизионной драме                   | «Короли в травяных замках»  | Победа    |
| 1999 | Театральная премия газеты Evening Standard  | Лучший актёр                                                | «Отражения, или Истинное»   | Победа    |
| 2000 | Премия Лоренса Оливье                       | Лучшая мужская роль                                         | «Отражения, или Истинное»   | Номинация |
| 2000 | Премия Внешнего круга критиков              | Лучший актёр в пьесе                                        | «Отражения, или Истинное»   | Номинация |
| 2000 | «Драма Деск»                                | Лучший актёр в пьесе                                        | «Отражения, или Истинное»   | Победа    |
| 2000 | «Мир театра»                                | Лучший театральный дебют                                    | «Отражения, или Истинное»   | Победа    |
| 2000 | «Тони»                                      | Лучшая мужская роль в пьесе                                 | «Отражения, или Истинное»   | Победа    |
| 2000 | Variety Club Showbusiness Award             | Лучший театральный актёр                                    | «Отражения, или Истинное»   | Победа    |
| 2002 | Awards Circuit Community Award              | Лучший актёрский ансамбль                                   | «Часы»                      | Победа    |
| 2003 | Премия Общества кинокритиков Феникса        | Лучший актёрский ансамбль                                   | «Часы»                      | Номинация |
| 2003 | «Выбор критиков»                            | Лучший актёрский ансамбль                                   | «Часы»                      | Номинация |
| 2003 | Премия Гильдии киноактёров США              | Лучший актёрский состав в игровом кино                      | «Часы»                      | Номинация |
| 2003 | Gold Derby Award                            | Лучший актёрский ансамбль                                   | «Часы»                      | Победа    |
| 2004 | Премия Круга кинокритиков Лондона           | Британский актёр года в роли второго плана                  | «Часы»                      | Номинация |
| 2005 | «Готэм»                                     | Лучший актёрский ансамбль                                   | «Девять жизней»             | Номинация |
| 2008 | «Эмми»                                      | Лучшая мужская роль второго плана в мини-сериале или фильме | «Джон Адамс»                | Номинация |
| 2008 | Online Film & Television Association Award  | Лучший актёр второго плана в мини-сериале или телефильме    | «Джон Адамс»                | Номинация |
| 2009 | BAFTA TV                                    | Лучшая мужская роль                                         | «Убийство Томаса Харндалла» | Победа    |
| 2010 | Премия Общества кинокритиков Сан-Диего      | Лучший актёрский ансамбль                                   | «44 дюйма»                  | Победа    |
| 2014 | Премия Королевского телевизионного общества | Лучший актёр                                                | «Туннель»                   | Номинация |
| 2014 | Международная премия «Эмми»                 | Лучшая мужская роль                                         | «Туннель»                   | Победа    |
| 2016 | Премия Гильдии киноактёров США              | Лучший актёрский состав в драматическом сериале             | «Игра престолов»            | Номинация |